# Tegau
Tegau är en kommun och ort i Saale-Orla-Kreis i förbundslandet Thüringen i Tyskland.
Kommunen ingår i förvaltningsgemenskapen Seenplatte tillsammans med kommunerna Dittersdorf, Görkwitz, Göschitz, Kirschkau, Löhma, Moßbach, Neundorf (bei Schleiz), Oettersdorf, Plothen, Pörmitz och Volkmannsdorf.